# Găinești (okręg Vâlcea)
Găinești – wieś w Rumunii, w okręgu Vâlcea, w gminie Făurești. W 2011 roku liczyła 272 mieszkańców.